# Markus Stöckle
Markus Stöckle (* 1987 im Allgäu) ist ein deutscher Spitzenkoch und Gastronom, der aktuell das Neo-Wirtshaus Rosi und gemeinsam mit Elif Oskan das türkisch inspirierte Gül in Zürich betreibt.

## Privates und Ausbildung
Stöckle wuchs auf einem Biohof im Allgäu mit vier Brüdern auf, wo er schon als Kind mit Landwirtschaft und Kochtradition in Berührung kam. Markus Stöckle ist mit der Köchin Elif Oskan liiert. Gemeinsam leiten sie die Restaurants Rosi und Gül.
Er absolvierte eine klassische Kochlehre und arbeitete anschließend in renommierten Küchen, darunter in München bei Alfons Schuhbeck und in international anerkannten Restaurants in Belgien, Stockholm und Großbritannien. Ein entscheidendes Kapitel seiner Laufbahn war die mehrjährige Tätigkeit im Drei-Sterne-Restaurant The Fat Duck von Heston Blumenthal in England, wo er auch Elif Oskan kennenlernte.

## Karriere in Zürich
2016 ging Stöckle gemeinsam mit Oskan nach Zürich, wo sie zunächst Pop-up-Konzepte wie «Wood Food», «Wild Bar» und das «Taco-Fenster» entwickelten. 2018 eröffnete er das Neo-Wirtshaus Rosi, 2019 folgte mit Oskan das Restaurant Gül, das türkische Küche zeitgemäß interpretiert. Stöckle verbindet bayerische Traditionsküche mit modernem, experimentellem Vorgehen. Ersetzt auf multisensorische Erlebnisse, Geschichte, Atmosphäre und den spielerischen Wirtshaus-Rahmen. Er sagt: „Gastronomie ist mehr als nur feine Teller. […] Glück zu verschenken, einen Ort der Begegnung zu schaffen, darum geht es mir.“ Stöckle beschreibt seine Küchenphilosophie als ein Zusammenspiel aus „Rastlosigkeit“, Kreativität und dem Wechselspiel zwischen Einfachheit und überraschender Küche. Er integriert Geschichte, Kultur und multisensorische Elemente in traditionelle Gerichte und ruht sich nicht auf Alterstraditionen aus.

## Auszeichnungen
- 2023: „Aufsteiger des Jahres“ bei Gault-Millau mit 16 Punkten für das Rosi[7]
- 2024: 17 Gault-Millau-Punkte und Auszeichnung in den „Besten in Zürich“[8]
- Diverse Medienberichte loben seine kreative bayerische Küche, etwa Currywurst mit versteckter Sauce oder salzige-süße Prinzregententorte.[7][8]

## Medienauftritte
Markus Stöckle war mehrfach im Fernsehen zu sehen, insbesondere in der VOX‑Kochshow Kitchen Impossible (8. Staffel, 2023), in der er gemeinsam mit Partnerin Elif Oskan gegen Gastgeber Tim Mälzer antrat.  
Im gemeinsamen Duell zeigten sie in Wien und Singapur ihre Kochkünste und konnten Mälzer mit 12:10,9 Gesamtpunkten bezwingen – ein Ergebnis, das trotz technischer Herausforderungen in Hamburg medial positiv bewertet wurde.  
Ihre Auftritte überzeugten die Jury mit Kreativität und Harmonie, was in Berichten – etwa bei GaultMillau und Falstaff – als emotionaler Sieg gefeiert wurde.  
Im August 2023 folgte ein weiteres TV-Event: «Bullerei meets Rosi & Gül» in Hamburg, bei dem Stöckle gemeinschaftlich mit Mälzer und Oskan kochte – eine Mischung aus bayerischer und türkischer Küche, die unter dem Titel «Türkisch-Allgäuerische Hoch Zeit» mediale Aufmerksamkeit erhielt.